# Marmen, Medelpad
Inte att förväxla med Marmafjärden, Dalälven eller Marmen, Hälsingland.
Marmen är en sjö vid orten Matfors väster om Sundsvall i Sundsvalls kommun i Medelpad som ingår i Ljungans huvudavrinningsområde. Sjön är 40 meter djup, har en yta på 7,13 kvadratkilometer och befinner sig 19 meter över havet. Sjön avvattnas av vattendraget Ljungan.
Sjön är reglerad via Viforsens kraftverk. Fiskarter är, enligt fiskevårdsområdenas information, gädda, abborre, gös, öring, harr, ål, mört, braxen och id. Det vandrar också upp enstaka laxar. Sjön har ett fåtal mindre öar. Vid sjöns västra sida ligger kyrkbyn Attmar med Attmars kyrka. Också vid sjöns västra sida, men söder om Attmar, ligger tätorten Lucksta. Vid sjöns norra ände ligger Tuna kyrka. Här finns även Öhns camping med badstrand.

## Delavrinningsområde
Marmen ingår i delavrinningsområde (691163-156669) som SMHI kallar för Utloppet av Marmen. Medelhöjden är 79 meter över havet och ytan är 31,37 kvadratkilometer. Räknas de 1339 avrinningsområdena uppströms in blir den ackumulerade arean 12 545,93 kvadratkilometer. Avrinningsområdets utflöde Ljungan mynnar i havet. Avrinningsområdet består mestadels av skog (54 procent) och jordbruk (11 procent). Avrinningsområdet har 7,13 kvadratkilometer vattenytor vilket ger det en sjöprocent på 22,7 procent. Bebyggelsen i området täcker en yta av 0,4 kvadratkilometer eller 1 procent av avrinningsområdet.

## Arkeologi
De äldsta spåren av bondekultur i Medelpad har återfunnits vid Marmen, invid Tuna kyrka, och daterats till 500 f.Kr.

## Galleri

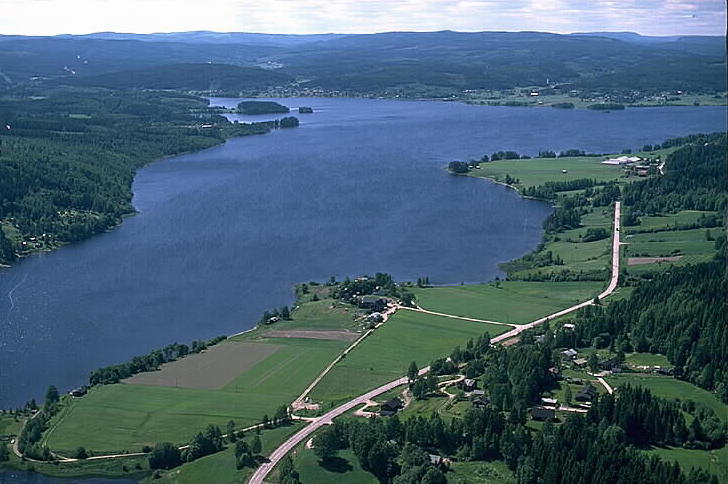
Marmen den 6 juni 1988.
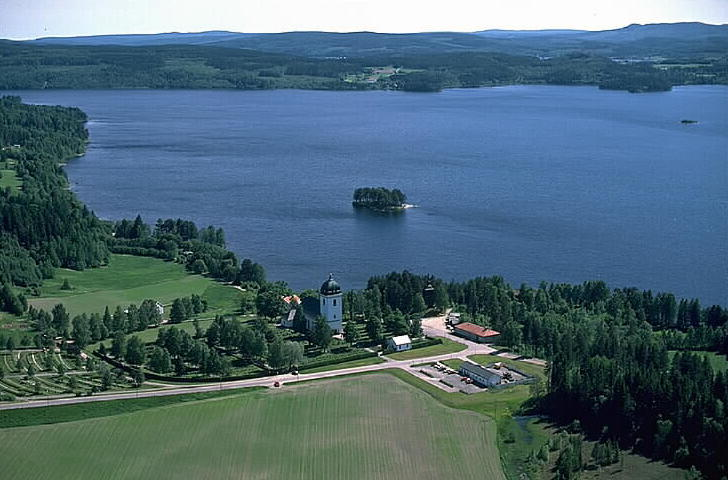
Tuna kyrka